# Гизела Елснер
Гизела Елснер (на немски: Gisela Elsner) е германска писателка, родена в Нюрнберг в едробуржоазно семейство. Баща ѝ е директор във фирмата „Сименс“.

## Биография

### Произход и младежки години
Родена е на 2 май 1937 г. в Нюрнберг. Следва философия, германистика и театрознание във Виена. За да се откъсне от родителите си, чиято социална среда ненавижда, тя се омъжва за писателя Клаус Рьолер (р. 1929) и деветнадесетгодишна написва заедно с него първата си книга „Трибол. Животопис на един удивителен мъж“ (1956). Съдържа тридесет и три разказа, силно повлияни от Кафка. В тях е изобразен абсурдът на един свръхорганизиран и свръхтехнизиран свят.
След години на мълчание и вътрешно узряване Гизела Елснер се разделя с Клаус Рьолер и през 1962-1963 година взима участие в заседанията на литературното сдружение „Група 47“, където чете свои творби. След това се преселва в Рим.

### Първи романи
В Рим Гизела Елснер написва първата си самостоятелна книга – „Великанските джуджета“ (1964), която ѝ донася голям успех: романът е удостоен с литературната награда „Форментор“, раздавана от водещите западни издателства, и само за пет години бива преведен на четиринадесет езика. Негов „герой“ е едно четиригодишно дете, през чийто поглед са изобразени „малките гадости от всекидневието на немския бюргер“. Критиката определя творбата като „гротесков паноптикум на буржоазния живот, сведен до плюскане, секс и терор“.
Писателката получава стипендията „Юлиус Кампе“ и се преселва в Лондон. Там написва втория си роман, „Подрастващият“ (1968), чийто протагонист на име Ньол (т.е. Нула) е физически и душевно недоразвит кретен. Неговото семейство го „дресира“, за да може да бъде включен в трудовия процес. Така недораслекът се превръща в лишен от съзнание работен инструмент, с който може да се манипулира по всякакъв начин – образът му добива символична стойност. В романа се долавя естетическото влияние на Гюнтер Грас и Петер Вайс.

### Встъпване в комунистическата партия
С третия си роман, „Забрана за докосване“ (1970), Гизела Елснер навлиза в нова художествена територия. Върху основата на документален материал тя разкрива анатомията на двуличния буржоазен морал. Смяната на сексуалните партньори в един приятелски кръг става за нея повод да изследва психологическите подбуди на участниците, техните компенсативни механизми. Тук Гизела Елснер за пръв път стига до определени социални, исторически и политически прозрения, които извеждат героите ѝ от сферата на притчата и им придават реални черти. Идейното развитие на писателката все повече я доближава до встъпването ѝ в Германската комунистическа партия.
През 1971 г. Гизела Елснер отбелязва в статията си „Партийност в литературата“:
| „ | „Засега смятам за по-уместно да говоря за вземане на страна, вземане на страна като пръв стадий на партийността, а това е процес на сближаване с партията.“ | “ |

В сборника „Господин Лайзелхаймер и други опити за преодоляване на действителността“ (1973) писателката предлага пет истории, в които вече от социалистически позиции разобличава обществените недъзи в страната си. Особено я занимава проблемът за подчиненото положение на жената-работничка при капитализма.

### Критика на живота във ФРГ
Следващият роман на Гизела Елснер, „Победа по точки“ (1977), е сатира за живота на новоизлюпеното „висше общество“ във Федералната република, което е съставено от средни и по-едри предприемачи, набързо забогатели в годините на „стопанското чудо“. Герой на романа е фабрикант на дамско бельо, който опитва силите си в изборната борба. Официално той настоява за повече демокрация и справедливост, мечтае за модерно изкуство и търпимост и сам проявява култивиран вкус, който се ръководи от модните веяния. Когато обаче сам трябва да уволни работници, той извършва това с оправданието: „При повече от един милион безработни моите тридесет шивачки едва ли имат значение.“ Така при цялата му привидна самостоятелност неговото лично поведение се оказва предопределено от пазарните механизми в страната.
През 1980 г. Гизела Елснер публикува сборник разкази под заглавие „Опит за разкъсване“. В тези кратки творби тя чрез сатирични преувеличения описва методите на съвременното манипулиране с гражданите на Федералната република, които постепенно загубват своята самоличност поради сложната система от шпиониране и надзор, на която са изложени.
Тогава писателката публикува в лявото списание „Кюрбискерн“ статията „Предотвратяването на една тотална държава на задоволяването“ (1980), където сравнява правителствените изявления на петте западногермански канцлери от Аденауер до Шмит със социалните и политическите реалности в страната. Така тя доказва несъстоятелността на официалната фразеология за социална справедливост и свобода.

### Резигнация и смърт
Най-известният роман на Гизела Елснер, „Извън правилата“ (1982), пресъздава „трагедията на обикновения живот“. Героинята е двадесет и осем годишна, жена, приятна във всяко отношение, само дето не обича съпруга си. Омъжила се е за него, за да избяга от тиранията на властната си майка, а и за да превъзмогне унижението от един несполучлив годеж. В дълбока обърканост и безизходица тя се самоубива в един евтин хотел, „изоставена от всички и от самата себе си“.
В същата тоналност е романът на писателката Елснер „Укротяването“ (1984), както и следващите ѝ произведения.
През 1989 г. Гизела Елснер напуска Германската комунистическа партия, разочарована от реформистките тенценции в нея.
В нарастващата лична изолация и политическа безперспективност писателката се самоубива през 1992 г. като скача от прозореца на 15 етаж на болница в Мюнхен.

## Признание
Гизела Елснир се утвърждава като майстор на социалната сатира. Критикът Гюнтер Бльокер определя характера на нейното творчество с думите:
| „ | „Умението на Гизела Елснер да превръща действителността в езикови ритуали е удивително. Своеобразната склонност на нейното въображение да съзира привидно незначителното и да го представя тълкуващо така, че неочаквано да проблесне злото и демоничното, постоянно предизвиква възхищение.“ | “ |

## Награди (подбор)
- 1964: „Награда Юлиус Кампе“ (стипендия)
- 1964: Prix Formentor
- 1987: „Награда Герит Енгелке“
- 1991: „Нюрнбергска награда“